# Simulium brevifile
Simulium brevifile är en tvåvingeart som först beskrevs av Rubtsov 1956.  Simulium brevifile ingår i släktet Simulium och familjen knott. Inga underarter finns listade i Catalogue of Life.